# Булава (регбийный клуб)
«Булава» — команда по регби из Таганрога. Основана в 1960 году под названием «Радуга», изменила название на нынешнее 1 декабря 2011 года. В сезоне 2012 года «Булава» дебютировала в чемпионате России по регби-15.

## История команды
Команда «Радуга» была образована в 1960 году. Первая команда в г. Таганроге была создана 4 августа 1960 года на Металлургическом заводе Букатиным Вячеславом Алексеевичем.
21—31 декабря 1963 года состоялось первое городское соревнование с участием 4-х команд: Металлургического завода, ТРТУ, Авиационного техникума и сборной команды.
С 1964 года стало регулярно проводиться Первенство города.
В 1965 году был разыгран Кубок города, первым обладателем которого стали команды ТЗЭТО.
В этом же году была создана команда «Радуга», главным тренером которой в 1980 году стал Олег Галуза.
В 1982 году команда «Радуга» добилась права выступать в I Лиге Чемпионата СССР, а в 1983, 1984, 1986 выигрывала Кубок России.
В 1985 году команда стал чемпионом России. В 1984 и 1985 годах выигрывала Кубок РСФСР. В 1985 году команда была Чемпионом РСФСР.
В 1990 году под руководством Михайличенко Сергея Андреевича завоевала право участвовать в Высшей Лиге Чемпионата СССР.
Юношеские команды «Радуга» — неоднократные победители Первенств РСФСР и постоянные призеры этих соревнований. В составе сборной команды РСФСР юноши таганрогской команды становились победителями и призерами Первенства СССР. Восемь юношей играли в составе сборной команды СССР. В команде «Радуга» воспитаны Мастера спорта Международного класса А. Чеботарев, А. Беков, В. Симонов.
С 2004 года в команде возобновили тренировочный процесс детей и юношей. И уже сегодня есть достижения. Детско-юношеские команды неоднократно занимали призовые места во всероссийских соревнованиях, становились победителями и призёрами первенств ЮФО, СКФО и России. Некоммерческое партнерство Регбийный клуб (НП РК) «Радуга» ведёт активную работу по привлечению детей и юношей к занятию регби Таганрога. В системе клуба работает 8 тренеров, более 350 детей и юношей в возрасте от 12 до 18 лет. К сезону 2018 года команда мастеров («Булава») укомплектована своими воспитанниками на 90 %.
В 2008 году на базе регбийных клубов «Радуга» (Таганрог) и «Дон» (Ростов-на-Дону) был создан регбийный клуб «Динамо-Дон» — команда по регби из Ростовской области. Выступала в чемпионате России по регби.
В 2010 году команда «Радуга» пробилась в финальные туры Чемпионата по регби-7, заняла 1-е место в Чемпионате ЮФО и СКФО, играла в переходном турнире и подтвердила состоятельность претензий на участие в Чемпионате России «Регбийная Профессиональная лига».
С 1 декабря 2011 года команда поменяла свое название на «Булава». Это не случайно, булава — символ казачьей атаманской власти, а также грозное оружие во время атаки. Всё, что связано с казачеством имеет особое значение и смысл для жителей Дона, а значит, и для регбийного клуба.
В 2017 и 2018 годах команда завоёвывала «Малый Кубок России». На сегодняшний день, РК «Булава» продолжает выступать в Чемпионате России «Регбийная Профессиональная лига», зарекомендовав себя как боевой и слаженный коллектив.
По итогам соревнований сезона 2018 года регбисты Таганрога выполнили следующие разряды и звания:
«Мастер спорта» — 1 спортсмен;
«Кандидат в мастера спорта» — 22 спортсмена;
«1 спортивный разряд» — 18 спортсменов;
«массовые разряды» — 34 спортсмена.
Несколько воспитанников из г. Таганрога принимали участие в Международных соревнованиях в составе молодёжных национальных сборных командах России по регби: Прищепин Павел, Семенцов Кирилл, Рябов Александр, Митьковский Андрей. В списках кандидатов в спортивные сборные команды России по регби числятся-10 спортсменов Таганрога

## Тренерский штаб
- Главный тренер:  Вячеслав Грачёв
- Старший тренер:  Александр Кузнецов
- Тренер нападающих:  Заза Бакурадзе
- Тренер по ОФП:  Вадим Буянов
- Тренер по СФП:  Владислав Ригерт
- Тренер резерва:  Сергей Клешнин
- Видеоаналитик:  Михаил Морозов
- Массажист:  Елена Первых
- Массажист:  Дмитрий Ткаченко

## Текущий состав
Сезон 2020 года

## Игроки прошлых лет
- Григол Церекидзе[1]
- Георгий Гажион[англ.]
- / Эдуард Тодерика[2]
- Георгий Веливанов[3]
- Эдуард Григорян[2]
- Владимир Карагодин
- / Станислав Кречун
- Владимир Немошный[4]
- Дмитрий Симонов[5]
- Максим Стурза[6]
- Сергей Сугробов[2]
- Николай Александрюк[7][1]
- Игорь Снисаренко[1]
- Максим Тюриков[1]
- Андрей Черемных
- Сергей Янчий[8]